# Антоновка (Прокоп'євський округ)
Анто́новка (рос. Антоновка) — присілок у складі Прокоп'євського округу Кемеровської області, Росія.

## Населення
Населення — 77 осіб (2010; 85 у 2002).
Національний склад (станом на 2002 рік):
- росіяни — 97 %